# Walther Aeschbacher
Pour les articles homonymes, voir Aeschbacher.
Walther Gottlieb Aeschbacher, né le 2 octobre 1901 à Berne et mort le 6 décembre 1969 dans cette même ville, est un chef d'orchestre suisse, compositeur de musique classique.

## Biographie
Walther Aeschbacher a étudié à l'université de Berne et au conservatoire, puis au conservatoire de Munich. Il a travaillé en tant que chef de chœur et d'orchestre en Suisse.

## Œuvres
- Suite, 2 A-Bf
- Concertino, Op. 42, 2 Vl, Vc
- Suite, Op.44, 4 Vc *Trio - 1927, Vl, Va, Vc
- Suite, Op. 48, Blechbläser (0.0.0.0-4.2.2.1), Pk

## Discographie
- Suite Op.44 - A Celebration of Cellos, Cello Spice, Divine Art 25002

### Source de la traduction
- (de) Cet article est partiellement ou en totalité issu de l’article de Wikipédia en allemand intitulé « Walther Aeschbacher » (voir la liste des auteurs).